# تشورن ملكة جوسون
الملكة تشورن (بالهانغل: 철인왕후. ولدت في 23 مارس 1837 وماتت في 12 مايو 1878) هي ملكة مملكة جوسون وزوجة الملك تشولجونغ. والدها هو كم مُن غُن (김문근) ووالدتها هي السيدة مِن. تزوجت الملكة من الملك تشولجونغ في سنة 1851 في خطة من عشيرة كم أندونغ للإستمرار في السلطة. ماتت الملكة في قصر تشانغيونغ.